# Schismatoglottis retinervia
Schismatoglottis retinervia är en kallaväxtart som beskrevs av Caetano Xavier Furtado. Schismatoglottis retinervia ingår i släktet Schismatoglottis och familjen kallaväxter. Inga underarter finns listade.